# Озерки (Звениговський район)
Озерки́ (рос. Озерки, марій. Пимъял) — присілок у складі Звениговського району Марій Ел, Росія. Входить до складу Красногорського міського поселення.

## Населення
Населення — 111 осіб (2010; 126 у 2002).
Національний склад (станом на 2002 рік):
- марі — 94 %